# Jiczyn
Jiczyn (cz. Jičín, niem. Jitschin lub Gitschin) – gmina i miasto w Czechach, w kraju hradeckim i dawnym powiecie Jiczyn. Siedzibą władz gminy jest miasto Jiczyn.
Gmina Jiczyn zajmuje powierzchnię 24,93 km², a zamieszkuje ją 16 394 osób (stan na dzień 01.01.2016).
Gmina położona jest w Kotlinie Jiczyńskiej, na pograniczu dwóch wyżyn: Turnovskiej i Jiczyńskiej. Jiczyn nazywany jest „bramą do Czeskiego Raju”, stanowiąc zarazem jedno z głównych i największych miast tego regionu turystycznego.

## Historia
Okolice Jiczyna, dzięki dobrym warunkom geograficznym i klimatycznym są zamieszkane już od ośmiu tysięcy lat. Intensywne zasiedlanie przez pierwszych osadników przebiegało przez szóste i pierwszą połowę piątego tysiąclecia przed naszą erą. Rozwijało się w epoce kamienia i epoce brązowej (kultura unietycka i ludność pól popielnicowych).
Pierwsza wzmianka o tym pierwotnie królewskim mieście pochodzi z roku 1293, a jego pierwszą znaną właścicielką była czeska królowa Guta. Jiczyn został zbudowany w latach 1297–1304. Miastem królewskim był do 1337 roku, potem należał do znanych rodów Vartenberków, Trčków z Lípy i Smiřických ze Smiřic. Po bitwie na Białej Górze właścicielem i dziedzicem krainy w ramach ugody stał się hrabia Albrecht von Wallenstein (najbogatszy po cesarzu człowiek w monarchii austriackiej), pod którego rządami zaszła największa przemiana miasta, pierwotnie o drewnianej zabudowie. W czasie jego panowania – kiedy w Europie szalała wojna trzydziestoletnia, a w Czechach był głęboki kryzys – cesarski generał budował w Jiczynie swoją rezydencję. W okresie największego upadku miasto przeżywało intensywny rozwój, ponieważ był nie tylko bystrym wojewodą, ale świetnym politykiem i ekonomistą. Miał on prawo wybijania monet oraz nadawania tytułów szlacheckich. Z tych czasów pochodzi określenie terra felix („szczęśliwa ziemia”) – obszar, który omijały walki, i w którym obowiązywało inne prawo.
W 1813 roku cesarz Franciszek I został zaproszony przez Ferdynanda z Trauttmansdorffu na jiczyński zamek, aby ze swoimi sojusznikami (car Aleksander I przebywał w Opočnie, pruski król Fryderyk Wilhelm III w Ratibořicach) przygotować wspólny plan koalicji antynapoleońskiej przeciwko Francji. Życie w mieście wyraźnie zmieniała wojna prusko-austriacka w 1866 roku. Bitwa z 29 czerwca stała się punktem zwrotnym toczącej się wojny. To spotkanie ujawniło wszystkie niedostatki w uzbrojeniu austriackiej armii.
Ostatnim szlacheckim rodem, właścicielem Jiczyna i okolic, byli Trauttmansdorffowie. W 1936 roku lokalne władze odkupiły na cele publiczne grunty, zamek i willę „Libosad” z loggiami.
W 1968 podczas operacji „Dunaj” pijany polski żołnierz Stefan Dorna zabił dwie osoby cywilne, a kilka zranił.

## Zabytki
- plac Wallensteina (Valdštejnovo náměstí):
  - Zamek Wallensteina w Jiczynie wraz z przylegającym niewielkim parkiem,
  - brama valdická,
  - kościół Świętego Jakuba Większego,
  - kościół Ignacego Loyoli,
  - zespół kamienic okalających plac i przylegające do niego uliczki,
- cmentarny kościół Panny Marii ze Sale,
- 1,7-kilometrowa lipowa aleja Wallensteina wraz z willą „Libosad”,
- kartuzjański klasztor w Waldicach (obecnie więzienie),
- synagoga.

## Demografia
| Rok     | 1869  | 1880  | 1890  | 1900   | 1910   | 1921   | 1930   | 1950   | 1961   | 1970   | 1980   | 1991   | 2001   | 2011   |
| ------- | ----- | ----- | ----- | ------ | ------ | ------ | ------ | ------ | ------ | ------ | ------ | ------ | ------ | ------ |
| Ludność | 7 944 | 9 611 | 9 935 | 11 328 | 11 899 | 12 101 | 12 664 | 12 615 | 13 176 | 13 414 | 16 182 | 16 803 | 16 489 | 16 795 |

Źródło: Czeski Urząd Statystyczny

## Podział gminy Jiczyn
Gmina składa się z 11 stref katastralnych, wchodzących w skład 4 lokalnych obszarów katastralnych:
- obszar katastralny Jiczyn: Holínské Předměstí, Nové Město, Pražské Předměstí, Sedličky, Soudná, Staré Město, Valdické Předměstí (część);
- obszar katastralny Moravčice: Moravčice, Valdické Předměstí (część);
- obszar katastralny Popovice u Jičína: Popovice;
- obszar katastralny Robousy: Dvorce, Robousy.

### Podstawowe jednostki administracyjne
Čeřovka, Dvorce, Holínské Předměstí, Hradecké Předměstí, Jarošov, Jičín-Staré Město, Moravčice, Na vrchách, Nové Město, Pod Šibeňákem, Pod zámkem, Popovice, Porák, Pražské Předměstí, Robousy.

## W kulturze
Z Jiczyna pochodził literacki rozbójnik Rumcajs, bohater opowiadań Václava Čtvrtka i czechosłowackiego serialu animowanego Rozbójnik Rumcajs.

## Miasta partnerskie
- Powiat świdnicki
- Wijk bij Duurstede
- Erbach im Odenwald
- Königsee
- Martin
- King’s Lynn